# Plicní nákaza skotu
Plicní nákaza skotu neboli bovinní nakažlivá pleuropneumonie (anglicky lung plague nebo Contagious Bovine Pleuropneumonia = odtud zkratka CBPP) je vysoce nakažlivé bakteriální onemocnění skotu a dalších volně žijících přežvýkavců charakterizované zánětem plic a pohrudnice. Onemocnění je rozšířené zejména v Africe a některých částech Asie. Ve vyspělých zemích se terapie neprovádí a případný vznik nákazy se řeší radikální likvidací ohniska. V některých endemických oblastech v Africe se provádí preventivní vakcinace.

## Původce
Onemocnění způsobuje baktérie Mycoplasma mycoides poddruh mycoides, small colony (SC) type. Tyto bakterie z rodu Mycoplasma měří pouhých 0,2-0,3 μm, jsou málo odolné ve vnějším prostředí a mají silnou afinitu k epitelu dýchacích cest.

## Vnímavost a cesty šíření
K onemocnění je vnímavý nejvíce skot, dále pak buvoli, velbloudi, antilopy. Kozy a ovce jsou prakticky rezistentní - u těchto malých přežvýkavců se vyskytují jiné příbuzné druhy mykoplasmat a mají obdobný průběh jako plicní nákaza. Infikovaná zvířata vylučují baktérie M. mycoides subs. mycoides SC v nosním výtoku, moči, mléku a plodových vodách. Úmrtnost skotu při plicní nákaze se pohybuje až do 50 %, nemocnost ve stádě až do 100 %.

## Klinické příznaky
Inkubační doba se pohybuje v rozmezí od 3 týdnů do 4 měsíců. Nemocná zvířata jsou vyhublá, apatická, kašlou a mají výtok z nosu. Dýchaní je pro nemocná zvířata bolestivé a namáhavé.

## Diagnostika
- Klinické příznaky: dušnost, kašel, skřípoty a vrzoty při auskultaci (poslechu fonendoskopem) plic.
- Patologie: krupózní zánět plic, zánět pohrudnice.
- Laboratorní vyšetření: ELISA, imunofluorescence, PCR, komplement fixační test.